# Giwi Kartosia
Giwi Aleksandres dse Kartosia (georgisch გივი ალექსანდრეს ძე კარტოზია, russisch Гиви Александрович Картозия Giwi Alexandrowitsch Kartosija; * 29. März 1929 in Nakalakewi, Adscharien; † 3. April 1998 in Tiflis) war ein georgischer Ringer, der für die Sowjetunion startete. Er war Weltmeister im Ringen 1953, 1955 und 1958. 1956 errang er die olympische Goldmedaille im griech.-röm. Stil im Mittelgewicht.

## Werdegang
Giwi Kartosia wuchs in einem kleinen Ort bei Tiflis auf. Dort begann er auch mit dem Ringen. In Georgien hatte sich in den 1930er Jahren eine Ringerszene etabliert, die schon bald die sowjetische Spitze im Freistilringen mitbestimmte. Arsen Mekokischwili, Dawit Zimakuridse und Konstantin Koberidse seien hier erwähnt. Kartosia machte so gute Fortschritte, dass er Ende der 1940er Jahre zum Verein Iskra Tiflis, der später in Burewestnik Tiflis umbenannt wurde, delegiert wurde.
Nachdem Nikolai Below, der in der Sowjetunion in der Mittelgewichtsklasse im griech.-römischen Stil das Geschehen beherrschte, nach den Olympischen Spielen 1952 in Helsinki seine internationale Karriere beendete, trat Kartosia seine Nachfolge an. Er startete bereits 1953 bei der Weltmeisterschaft in Neapel und gewann dort gleich den Weltmeistertitel. 1954 versuchte er sich bei der Weltmeisterschaft in Tokio auch im freien Stil, scheiterte aber an dem Türken İsmet Atlı und rang forthin nur mehr im griechisch-römischen Stil. 1955 wurde er in Karlsruhe erneut Weltmeister im Mittelgewicht. Seinen größten Erfolg erzielte er 1956, als er in Melbourne Olympiasieger im Mittelgewicht wurde. In den 1950er Jahren wurden vom internationalen Ringer-Weltverband FILA Weltmeisterschaften von Jahr zu Jahr wechselnd ausgetragen. Deshalb fanden die nächsten Weltmeisterschaften im griechisch-römischen Stil erst wieder 1958 in Budapest statt. Giwi Kartosia gewann auch dort den Titel.
Nach den Olympischen Spielen 1960 in Rom, bei denen er noch einmal eine Medaille im Halbschwergewicht gewann, beendete er seine internationale Laufbahn und lebte danach als Sprachlehrer in Tiflis.
Die Ergebnisse der Meisterschaften und einiger anderer Turniere, die Kartosia bestritt, sind aus dem folgenden Abschnitt zu ersehen.

## Internationale Erfolge
| Jahr | Platz  | Wettbewerb                                | Stil | Gewichtsklasse | Ergebnisse |
| 1951 | 1.     | Weltfestspiele der Jugend in Berlin (Ost) | GR   | Mittel         | vor György Gurics, Ungarn und Lazăr Bujor, Rumänien |
| 1953 | 1.     | Weltfestspiele der Jugend in Bukarest     | GR   | Mittel         | vor Lazar Bujor und Jan Majewics, Polen |
| 1953 | 1.     | WM in Neapel                              | GR   | Mittel         | mit Siegen über Gyula Nemeti, Ungarn, Emil Maas, Saarland, Vasile Onoiu, Rumänien, İsmet Atlı, Türkei, Axel Grönberg, Schweden und Kalervo Rauhala, Finnland                           |
| 1954 | 5.     | WM in Tokio                               | F    | Mittel         | mit Siegen über Abbas Zandi, Iran und Axel Grönberg und einer Niederlage gegen İsmet Atlı                                                                                              |
| 1955 | 1.     | WM in Karlsruhe                           | GR   | Mittel         | mit Siegen über Jan Majewics, Ottmar Sonnhalter, Saarland, Rune Jansson, Schweden, Horst Heß, BRD, Gyula Gurics und Branislav Simić, Jugoslawien                                       |
| 1956 | Gold   | OS in Melbourne                           | GR   | Mittel         | mit Siegen über Gyula Gurics, W. Patersson, Australien, Dimitar Dobrew, Bulgarien und trotz einer Niederlage gegen Rune Jansson                                                        |
| 1956 | 1.     | Welt-Cup in Istanbul                      | GR   | Mittel         | nach Siegen über Yakup Romanoce, Libanon, Werner Fivian, Schweiz, Ismet Atli, Horst Heß und Branislav Simic                                                                            |
| 1958 | 1.     | WM in Budapest                            | GR   | Mittel         | mit Siegen über Mithat Bayrak, Türkei, Pal Skekély, Ungarn, Branislav Simić, Niculae Baciu, Rumänien, Dobrew, Lothar Metz, DDR und Horst Heß                                           |
| 1960 | Bronze | OS in Rom                                 | GR   | Halbschwer     | mit Siegen über Howard George, USA, Herbert Albrecht, DDR, Gheorghe Popovici, Rumänien, Péter Piti, Ungarn und Antero Vanhanen, Finnland und einer Niederlage gegen Tevfik Kış, Türkei |

## Wichtigste Länderkämpfe
- 1954, Schweden – UdSSR, Punktniederlage gegen Axel Grönberg,
- 1954, Schweden – UdSSR, Punktsieg über Bengt Lindblad,
- 1955, UdSSr – Schweden, Punktsieg über Axel Grönberg,
- 1956, Schweden – UdSSR, Punktniederlage gegen Rune Jansson

## UdSSR-Meisterschaften
| Jahr | Platz | Stil | Gewichtsklasse | Ergebnisse                                    |
| 1950 | 3.    | GR   | Mittel         | hinter Nikolai Below und Grigori Tkatschenko  |
| 1951 | 3.    | GR   | Mittel         | hinter Nikolai Below und Grigori Tkatschenko  |
| 1952 | 1.    | GR   | Mittel         | vor W. Kratschun und M. Sucharjan             |
| 1953 | 1.    | GR   | Mittel         | vor Nikolai Below und Leonid Anfinogow        |
| 1954 | 1.    | GR   | Mittel         |                                               |
| 1955 | 1.    | GR   | Mittel         | vor Leonid Anfinogow und Wiktor Rekow         |
| 1956 | 2.    | GR   | Mittel         | hinter Wiktor Rekow und vor Nikolai Sucharjow |

Erläuterungen
- GR = griechisch-römischer Stil, F  = Freistil
- OS = Olympische Spiele, WM = Weltmeisterschaft
- Mittelgewicht, damals bis 79 kg, Halbschwergewicht bis 87 kg Körpergewicht